# The Age of Stupid
The Age of Stupid är en brittisk dramadokumentär av Franny Armstrong från 2009. Den spelades in i USA, Storbritannien, Indien, Nigeria, Irak, Jordanien och Frankrike. Den handlar om global uppvärmning och dess konsekvenser, och utgår ifrån en man som befinner sig i ett enormt arkiv år 2055 då världen är helt förstörd av den globala uppvärmningens effekter. Mannen tittar tillbaka på gamla (enligt filmskaparna autentiska) arkivbilder från 2008 och ställer sig frågan varför vi inte gjorde något åt klimatförändringarna medan vi hade chansen. Den hade premiär i Storbritannien 15 mars 2009, och i Nya Zeeland och Australien 19 augusti samma år. Dess globala premiär skedde samtidigt i 62 länder, 21/22 september 2009.